# 皋
皋（？—？），姒姓，名皋，又名昊或簡昊，是中國夏朝的第十五任君主。前任（第十四任）君主孔甲的兒子。後任（第十六任）君主發的父親，另一說是桀的父親。

## 陵墓
根據《左傳》的記載，在殽南陵有他的墓。前628年（鲁僖公三十二年），晋文公薨，秦穆公派孟明视东征，蹇叔哭师。说晋国人必定在殽山抗击秦军，殽有两座山头（山陵）。南山是皋的坟墓，北山是周文王避过风雨的地方，在今河南洛宁西北。